# Lycomorphodes funesta
Lycomorphodes funesta là một loài bướm đêm thuộc phân họ Arctiinae, họ Erebidae.